# Liza dumerili
Liza dumerili (Steindachner, 1870) é uma espécie de peixe que vive na costa brasileira, além de ser a maior tainha que ocorre no país.